# Thyridanthrax zefatica
Thyridanthrax zefatica är en tvåvingeart som beskrevs av Zaitzev 1998. Thyridanthrax zefatica ingår i släktet Thyridanthrax och familjen svävflugor. Inga underarter finns listade i Catalogue of Life.